# Procambridgea lamington
Procambridgea lamington là một loài nhện trong họ Stiphidiidae.
Loài này thuộc chi Procambridgea. Procambridgea lamington được V. T. Davies miêu tả năm 2001.